# Ellaline Terriss
Pour les articles homonymes, voir Terriss.
Mary Ellaline Terriss, Lady Hicks (13 avril 1871 – 16 juin 1971) est une actrice et chanteuse britannique populaire.

## Biographie

### Vie privée
Elle s'est mariée avec l'acteur producteur Seymour Hicks en 1893.

## Filmographie
- 1913 : Scrooge[1]
- 1927 : Après la guerre
- 1929 : Atlantic
- 1931 : A Man of Mayfair (en)
- 1934 : The Iron Duke
- 1935 : Royal Cavalcade
- 1939 : Les quatre justiciers (en) (The Four Just Men)

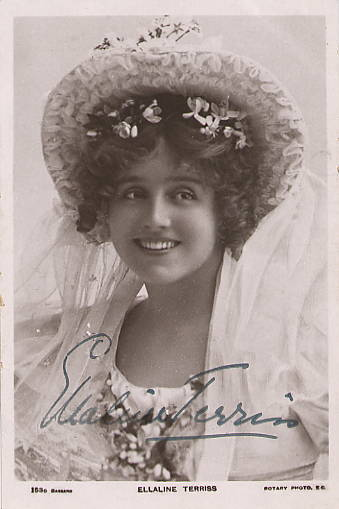
Ellaline Terriss vers 1902
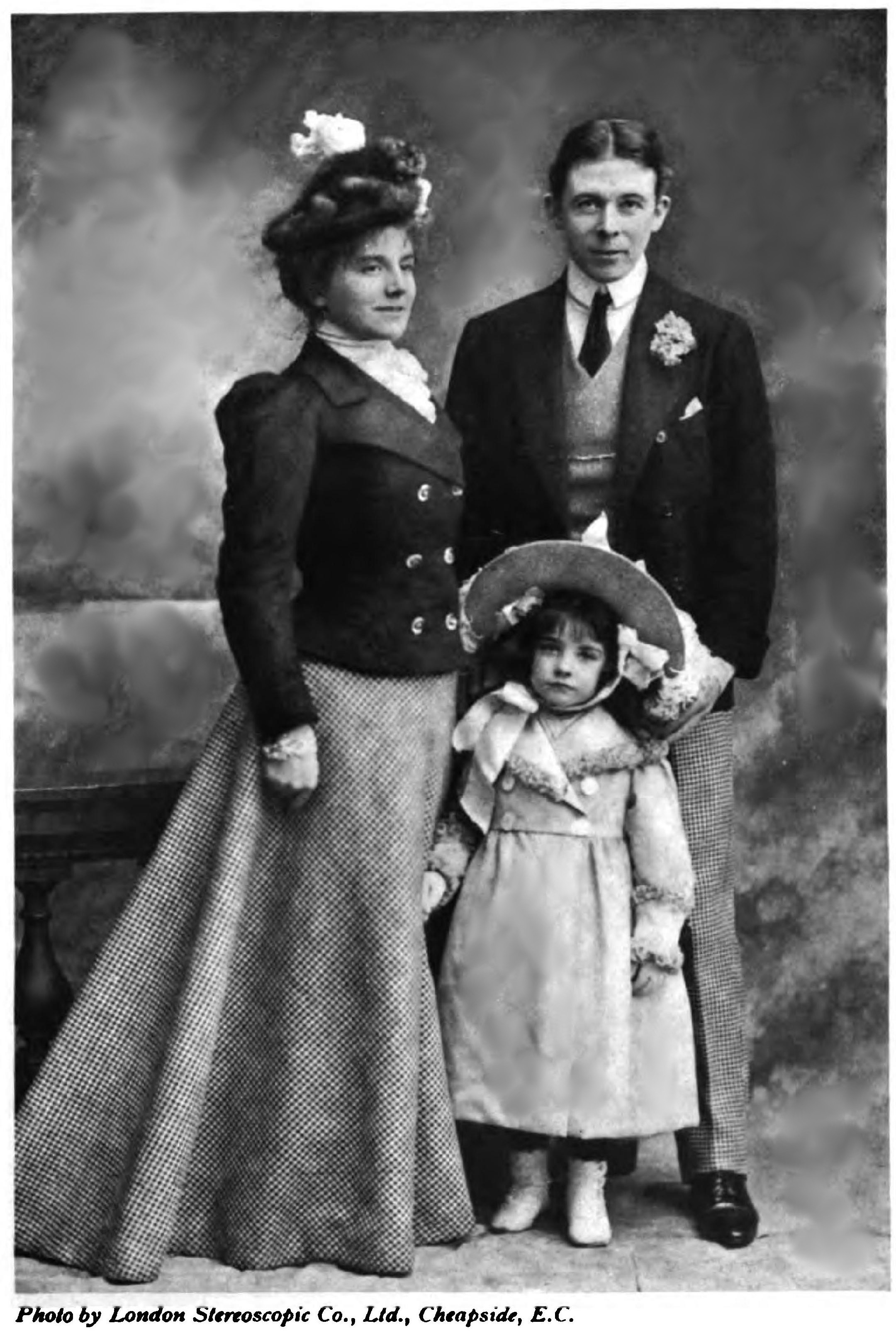
Ellaline et Semour Hicks avec leur fille Betty